# Juan Miranda González
Juan Miranda González (Olivares, Sevilla, 19 de enero de 2000) es un futbolista español que juega de defensa en el Bologna F. C. 1909 de la Serie A de Italia.

## Trayectoria
Es hijo de Juan Jesús Miranda.[cita requerida]Empezó a jugar en el equipo de su pueblo, Olivares, y de allí pasó al Real Betis. En 2014, al terminar su época de infantil, después de permanecer en el club andaluz durante seis años, y tras ser seguido por ojeadores del FC Barcelona y Real Madrid, pasó a formar parte del club culé.
Debutó en la temporada 2016-17 con el Juvenil "A", con el que se proclamó campeón de liga juvenil y alcanzó la final a cuatro de la Liga Juvenil de la UEFA.
El 20 de agosto de 2017 debutó con el filial azulgrana en su estreno en la Liga 1|2|3 en el Nuevo José Zorrilla y que finalizó con victoria culé por 1-2 y se convertía así en el primer jugador nacido en el año 2000 en jugar en Segunda División.[cita requerida]
Su primer partido oficial con el primer equipo del F. C. Barcelona se produjo el 31 de octubre de 2018, en la ida de los dieciseisavos de final de la Copa del Rey ante la Cultural Leonesa. Su debut en la Liga de Campeones de la UEFA se produjo el 11 de diciembre del mismo año en el empate a uno ante el Tottenham Hotspur correspondiente a la última jornada de la fase de grupos.
En agosto de 2019 se fue cedido por dos temporadas al F. C. Schalke 04, con la posibilidad de romper la cesión, al finalizar la primera de ellas. Tras la primera temporada, en julio de 2020, el conjunto catalán anunció su vuelta tras llegar a un acuerdo con el equipo alemán para no hacer efectivo el segundo año del préstamo.
Tras su vuelta al Barça, el club le mantuvo con ficha del filial y entrenaba con la primera plantilla, aunque con pocas opciones de jugar, con Jordi Alba y Junior Firpo, por delante, por lo que el jugador decidió buscar una salida.

### Real Betis
El 5 de octubre de 2020 se hizo oficial su regreso al Real Betis Balompié para jugar cedido durante la temporada 2020-21. Tras la misma fue adquirido en propiedad y firmó un contrato por tres años, reservándose el equipo catalán un 40% de un futuro traspaso.
El 23 de abril de 2022 disputó la final de la Copa del Rey ante el Valencia C. F. Tras el empate a uno el título se decidió en la tanda de penaltis, marcando su lanzamiento que dio al club la tercera Copa de su historia.
En junio de 2024 puso fin a su etapa como verdiblanco después de expirar su contrato y no haber llegado a un acuerdo para su renovación. Durante su estancia en el club marcó ocho goles en los 111 partidos que disputó.

### Bolonia
El 3 de julio de 2024 fue anunciado como nuevo jugador del Bologna F. C. 1909.

## Selección nacional
El 8 de junio de 2021 debutó con la selección absoluta en un amistoso contra Lituania, debido al confinamiento de los jugadores que lo iban a disputar por el positivo en COVID-19 de Sergio Busquets, en el que marcaría el tercer gol en la victoria de España por 4-0 de falta directa.

#### Goles internacionales
| N.º | Fecha              | Estadio                                        | Rival    | Gol | Resultado | Competición |
| --- | ------------------ | ---------------------------------------------- | -------- | --- | --------- | ----------- |
| 1   | 8 de junio de 2021 | Estadio Municipal de Butarque, Leganés, España | Lituania | 3-0 | 4-0       | Amistoso    |

## Estadísticas

### Clubes
Actualizado al último partido disputado el 18 de mayo de 2025.
| Club                         | Div.          | Temporada     | Liga  | Liga  | Copas nacionales | Copas nacionales | Copas internacionales | Copas internacionales | Total | Total |
| Club                         | Div.          | Temporada     | Part. | Goles | Part.            | Goles            | Part.                 | Goles                 | Part. | Goles |
| ---------------------------- | ------------- | ------------- | ----- | ----- | ---------------- | ---------------- | --------------------- | --------------------- | ----- | ----- |
| F. C. Barcelona "B" · España | 2.ª           | 2017-18       | 7     | 1     | —                | —                | —                     | —                     | 7     | 1     |
| F. C. Barcelona "B" · España | 2.ª B         | 2018-19       | 23    | 1     | —                | —                | —                     | —                     | 23    | 1     |
| F. C. Barcelona "B" · España | Total club    | Total club    | 30    | 2     | 0                | 0                | 0                     | 0                     | 30    | 2     |
| F. C. Barcelona · España     | 1.ª           | 2018-19       | 0     | 0     | 3                | 0                | 1                     | 0                     | 4     | 0     |
| F. C. Barcelona · España     | Total club    | Total club    | 0     | 0     | 3                | 0                | 1                     | 0                     | 4     | 0     |
| F. C. Schalke 04 · Alemania  | 1.ª           | 2019-20       | 11    | 0     | 1                | 0                | —                     | —                     | 12    | 0     |
| F. C. Schalke 04 · Alemania  | Total club    | Total club    | 11    | 0     | 1                | 0                | 0                     | 0                     | 12    | 0     |
| Real Betis Balompié · España | 1.ª           | 2020-21       | 22    | 1     | 3                | 1                | —                     | —                     | 25    | 2     |
| Real Betis Balompié · España | 1.ª           | 2021-22       | 13    | 0     | 3                | 0                | 7                     | 1                     | 23    | 1     |
| Real Betis Balompié · España | 1.ª           | 2022-23       | 21    | 3     | 3                | 0                | 7                     | 0                     | 31    | 3     |
| Real Betis Balompié · España | 1.ª           | 2023-24       | 25    | 1     | 2                | 0                | 5                     | 1                     | 32    | 2     |
| Real Betis Balompié · España | Total club    | Total club    | 81    | 5     | 11               | 1                | 19                    | 2                     | 111   | 8     |
| Bologna F. C. 1909 · Italia  | 1.ª           | 2024-25       | 31    | 0     | 2                | 0                | 5                     | 0                     | 38    | 0     |
| Bologna F. C. 1909 · Italia  | Total club    | Total club    | 31    | 0     | 2                | 0                | 5                     | 0                     | 38    | 0     |
| Total carrera                | Total carrera | Total carrera | 153   | 7     | 17               | 1                | 25                    | 2                     | 195   | 10    |
| 1. 2.                        |               |               |       |       |                  |                  |                       |                       |       |       |

## Palmarés

### Títulos nacionales
| Título              | Club                | País   | Año  |
| ------------------- | ------------------- | ------ | ---- |
| Supercopa de España | F. C. Barcelona     | España | 2018 |
| Copa del Rey        | Real Betis Balompié | España | 2022 |
| Copa Italia         | Bologna F. C. 1909  | Italia | 2025 |

### Títulos internacionales
| Título                  | Club (*)                    | Sede    | Año  |
| ----------------------- | --------------------------- | ------- | ---- |
| Eurocopa sub-17         | España                      | Croacia | 2017 |
| Liga Juvenil de la UEFA | F. C. Barcelona Juvenil "A" | Suiza   | 2018 |
| Juegos Mediterráneos    | España                      | España  | 2018 |
| Eurocopa sub-19         | España                      | Armenia | 2019 |
| Juegos Olímpicos        | España                      | París   | 2024 |

(*) Incluyendo la selección.